# Almisse
Almisse  (af græsk ἐλεημοσύνη (eleemosyne = barmhjertighed) er en gave, der gives af religiøs godgørenhed. Ordet kom via oldfransk almosne ind i dansk.  Ordet betegner tillige selve gaven til den trængende.

## Kristendommen
I kristendommen taler Jesus i Bjergprædikenen om at give almisser, og i middelalderen kom i Europa tiggermunke, ligesom de fleste sociale foranstaltninger var baseret på almisser,  oftest formidlet gennem kirken. Biskop Cyprianus af Karthago tilsluttede sig i 200-tallet det farisæiske syn på almissen som en fortjenstfuld gerning, hvorved giverne kunne få tilgivelse for de synder, de havde begået efter  dåben. Den opfattelse vandt efterhånden gehør i kirken. 
Almissens syndsforladelse blev som at betro Gud sine penge i sikker forvisning om udbytte. Giveren tænkte ikke nødvendigvis på den fattige, men mere på sig selv. Pave Leo 1. sagde: "Almissen har så at sige samme kraft som dåben, for ligesom vand slukker ild, udsletter almissen synden." "Den gave, hvormed vi betænker en trængende, kommer altid giveren til gode." Og selv om Augustin fremhævede, at frelsen udelukkende skyldtes Guds nåde, mente han, at almisser kan fjerne synder begået efter dåben. Efterhånden begyndte man så at give almisse til bedste for afdøde,fx på årsdagen for deres død, i håb om at hjælpe dem hurtigere gennem skærsilden. 

## Islam
At give almisser (zakat) er den tredje søjle i islam. Zakat er både en religiøs pligt og et socialt grundlag for alle muslimer, der styrker den sociale ansvarlighed over for de svagest stillede i Det Muslimske Samfund; zakat forebygger egoisme og social ligegyldighed. 
Det er en muslims pligt at give almisse. 2,5 procent af indkomsten går til fattige og til statslige og religiøse anliggender. Almissen indsamles af moskeen.
Almissen er et offer – en slags vej til tilgivelse og tale til Allah med fokus på det ikke-materielle og udelukkelse af egoisme. Almissen styrker det sociale system og fællesskab (Umma).

## Østen
I hinduismen og  buddhismen viser almisser lægpersoner munke og nonner respekt, og tiggermunke er meget synlige i gadebilledet.  